# تیاگابین
تیاگابین (انگلیسی: Tiagabine) (با نام تجاری Gabitril) یک داروی ضد تشنج است که در درمان صرع استفاده می شود. این دارو همچنین بدون برچسب در درمان اختلالات اضطرابی و اختلال هراس استفاده می شود.

## کاربرد پزشکی
تیاگابین توسط سازمان غذا و داروی ایالات متحده (FDA) به عنوان یک درمان کمکی برای تشنج های جزئی در افراد بالای دوازده سال تایید شده است. همچنین ممکن است توسط پزشکان برای درمان اختلالات اضطرابی و اختلال هراس و همچنین دردهای عصبی (از جمله فیبرومیالژیا) بدون برچسب تجویز شود. برای اضطراب و دردهای عصبی، تیگابین در درجه اول برای تقویت سایر درمان ها استفاده می شود. تیاگابین ممکن است در کنار مهارکننده‌های انتخابی بازجذب سروتونین، مهارکننده‌های بازجذب سروتونین-نوراپی‌نفرین، یا بنزودیازپین‌ها برای اضطراب، یا داروهای ضد افسردگی، گاباپنتین، سایر داروهای ضد تشنج یا مواد افیونی برای دردهای عصبی استفاده شود. به عنوان تک درمانی و درمان ترکیبی با سایر داروهای ضد صرع در درمان تشنج جزئی موثر است.

## عوارض جانبی
عوارض جانبی تیگابین وابسته به دوز است. شایع ترین عارضه جانبی تیگابین سرگیجه است. سایر عوارض جانبی که با میزان اهمیت آماری نسبت به دارونما مشاهده شده‌اند عبارتند از استنی، خواب‌آلودگی، عصبی بودن، اختلال حافظه، لرزش، سردرد، اسهال و افسردگی. عوارض جانبی مانند گیجی، آفازی (مشکل در صحبت کردن واضح) / لکنت زبان و پارستزی (احساس سوزن سوزن شدن در اندام های بدن، به ویژه دست ها و انگشتان) ممکن است در دوزهای بالاتر دارو (به عنوان مثال، بیش از ۸ میلی گرم در روز) رخ دهد. تیاگابین ممکن است در افراد بدون صرع باعث تشنج شود، به ویژه اگر داروی دیگری مصرف می کنند که آستانه تشنج را کاهش می دهد. ممکن است خطر روان پریشی با درمان تیگابین افزایش یابد، اگرچه داده ها مختلط و غیرقطعی هستند. تیاگابین همچنین می‌تواند با ادراک بصری رنگ تداخل داشته باشد.

## فارماکولوژی
تیاگابین با مسدود کردن ناقل گابا 1 (GAT-1)، سطح γ-آمینوبوتیریک اسید (GABA)، انتقال دهنده عصبی بازدارنده اصلی در سیستم عصبی مرکزی را افزایش می دهد و از این رو به عنوان یک مهارکننده بازجذب گابا (GRI) طبقه بندی می شود.
فارماکودینامیک
تیگابین در درجه اول به عنوان یک ضد تشنج در درمان صرع به عنوان مکمل استفاده می شود. اگرچه مکانیسم دقیق اثر ضد تشنج تیاگابین ناشناخته است، تصور می‌شود که با توانایی آن در افزایش فعالیت گاما آمینوبوتیریک اسید (گابا)، انتقال‌دهنده عصبی بازدارنده اصلی سیستم عصبی مرکزی، مرتبط باشد. تیاگابین به سایت های تشخیص حامل جذب گابا متصل می شود. تصور می‌شود که تیاگابین در نتیجه این عمل، جذب گابا به نورون‌های پیش‌سیناپسی را مسدود می‌کند، و اجازه می‌دهد تا گابای بیشتری برای اتصال گیرنده بر روی سطوح سلول‌های پس سیناپسی در دسترس باشد.